# 마산시 을 (1988년 선거구)
마산시 을은 대한민국의 옛 국회의원 선거구이다. 당시 경상남도 마산시 일부 지역을 관할했다.

## 역사
대한민국 제13대 국회의원 선거를 앞두고 마산시 선거구가 갑, 을로 분구되면서 신설되었다. 신설 당시 마산시 회원1동·회원2동·석전1동·석전2동·회성동·양덕1동·양덕2동·양덕3동·합성1동·합성2동·구암1동·구암2동·봉암동을 관할했다.
1990년 7월 1일을 기해 마산시에 구제가 실시되면서 일반구인 회원구가 설치되었다. 이에 마산시 을 선거구가 대한민국 제14대 국회의원 선거를 앞두고 마산시 회원구 선거구로 개편되었다.

## 역대 국회의원
| 선거   | 정당 | 정당       | 의원   |
| ------ | ---- | ---------- | ------ |
| 1988년 |      | 통일민주당 | 강삼재 |

## 역대 선거 결과

### 대한민국 제13대 국회의원 선거
|  | 54.12% |

|  | 30.78% |

|  | 8.09% |

|  | 2.97% |

|  | 2.15% |

|  | 1.85% |